# Batalha de Corno
A Batalha de Corno (em latim: Cornus) foi uma batalha travada nas imediações da ilha da Sardenha, em 215 a.C., entre o exército cartaginês, comandado por Asdrúbal, o Calvo, e Hampsicora, e o exército romano, comandado por Tito Mânlio Torquato. A batalha ocorreu quando um exército cartaginês navegou até a Sardenha para apoiar uma revolta entre seus cidadãos contra a ocupação romana (a ilha foi tomada dos cartagineses durante a Revolta dos Mercenários).
Os exércitos que se enfrentaram eram de tamanhos similares e o combate se deu em algum lugar entre as cidades de Cornus e Caralis. Os romanos destruíram o exército cartaginês e, mais tarde, conseguiram expulsar a frota cartaginesa em uma outra batalha no sul da Sardenha.

## Situação estratégica
Depois do desastre na Batalha de Canas, os romanos tiveram que enfrentar revoltas de várias cidades no sul da Itália, que se uniram a Cartago. Aníbal e seu exército estavam em campanha na região da Campânia e, segundo o exército cartaginês, sob o comando de Hanão, o Velho, estava marchando pela região de Brúcio. Os romanos decidiram enviar vários exércitos para lá, mas evitando atacar diretamente Aníbal e enfrentando seus aliados sempre que possível.
Na Hispânia, depois de sua derrota na Batalha do Rio Ebro, Asdrúbal, o irmão de Aníbal, estava lutando contra os irmãos Cipião — Públio e Cneu Cornélio Cipião — em estado de inferioridade. Entretanto, os senadores cartagineses haviam decidido enviar reforços a Asdrúbal com ordens de marchar para a Itália (216 a.C.) e, na África, haviam organizado um exército composto por 12 000 soldados de infantaria, 1 500 cavaleiros e 20 elefantes de guerra sob o comando de Magão Barca, com ordens de se unir a Aníbal.
Os romanos já vinham lutando desde muito tempo contra os nativos da ilha da Sardenha desde que haviam tomado controle da ilha por meio de uma chantagem em 237 a.C. e, já em 216 a.C., a situação da ilha era de rebelião. A única legião romana estacionada na ilha estava seriamente afetada por enfermidades e o pretor que a governava, Quinto Múcio Cévola, também estava doente. Além disto, os salários dos soldados e as provisões chegavam de maneira irregular da República Romana, pelo que o exército se via obrigado a financiar-se diretamente a partir de impostos cobrados da população nativa. Hampsicora, um chefe dos nativos sardenhos, contatou Cartago solicitando ajuda e recebeu de volta um oficial chamado Hanão com ordens de financiar uma revolta e de recrutar um exército de tamanho similar ao de Magão. Com isto, os cartagineses pretendiam vencer a guarnição romana. Asdrúbal, o Calvo, e um outro Magão foram designados como comandantes desta força.
Apesar disto, antes que o exército cartaginês pudesse partir para a ilha, a situação militar mudou. Hanão, o Velho, havia sido derrotado por Tibério Semprônio Longo na Lucânia e Asdrúbal Barca havia perdido a maior parte de seu exército na Batalha de Dertosa, uma batalha travada na Hispânia. O senado cartaginês ordenou que Magão fosse para lá ao invés de se unir a Aníbal e a expedição à Sardenha foi mantida. Ainda assim, a frota de Asdrúbal, o Calvo, foi vítima de uma forte tormenta e acabou sendo desviada para as ilhas Baleares e muitos dos barcos da frota tiveram que ser levados à terra para serem consertados, o que atrasou demais a chegada dos cartagineses à Sardenha.

## Prelúdio
Enquanto isto, Hampsicora estava ocupado recrutando um novo exército e armazenando provisões suficientes para as tropas perto da cidade de Corno (perto de Cuglieri, na costa ocidental da ilha). O atraso dos cartagineses deu oportunidade aos romanos de enviar reforços a Múcio Cévola. Este exército, comandando por Tito Mânlio Torquato, que já havia sido cônsul em 235 a.C. e atuado na ilha, elevou o contingente romano na província para 20 000 soldados de infantaria e 1 200 cavaleiros.
Mânlio provocou Hiosto, o filho de Hampsicora, para que atacasse os romanos enquanto seu pai estava ausente em uma missão de recrutamento. Na batalha que se seguiu caíram 5 700 soldados sardenhos, o que resultou na desintegração das forças rebeldes. Asdrúbal, o Calvo, chegou à Sardenha no outono de 215 a.C., desembarcou perto de Corno e reuniu todas as tropas sardenhas que encontrou. Logo em seguida, marchou à frente das forças reunidas em direção a Caralis. Torquato imediatamente marchou para enfrentá-lo.

## Batalha
Os dois exércitos, porém, não se enfrentaram imediatamente; acamparam em lugares próximos um do outro e, depois de alguns dias de escaramuças de pouca importância sem que nenhuma das partes obtivesse nenhuma vantagem, os comandantes dos respectivos exércitos decidiram iniciar o combate.
Ambas as forças se perfilaram de maneira tradicional, com as ala constituídas pela cavalaria e o centro pela infantaria; não se sabe se os cartagineses contavam com elefantes de guerra. O combate se prolongou durante quatro horas sem que se obtivesse um resultado claro. O momento decisivo se deu quando um dos destacamentos romanos que enfrentava uma tropa de sardenhos em uma das alas do exército cartaginês conseguiu colocá-los em fuga. A vitória romana nesta seção fez com que as tropas romanas girassem na direção do centro, demolindo assim a resistência cartaginesa.
Asdrúlbal, Magão, Hanão e Hiosto foram capturados e executados. Hampsicora fugiu do campo de batalha, mas se suicidou logo em seguida. Os sobreviventes se refugiaram em Corno, que foi tomada em um assalto direto 
logo depois. A frota cartaginesa conseguiu salvar alguns sobreviventes.

## Batalha naval
A expedição cartaginesa, que contava com 60 quinquerremes e um número desconhecido de transportes, embarcou os sobreviventes da expedição e zarpou de volta para a África. No caminho, encontraram uma frota romana da Sicília e que voltava de uma raide na costa africana. Os romanos, comandados por um Tito Otacílio Crasso, venceram os cartagineses com seus 100 quinquerremes. O combate terminou com a captura de sete navios cartagineses. O resto da frota cartaginesa se dispersou e, de forma pouca uniforme, conseguiu chegar até a África. Se desconhece qual foi o número de perdas romanas, mas supõe-se que foi menor que as dos cartagineses.

## Importância e consequências
As cidades rebeldes sardenhas se renderam aos romanos, o que permitiu que Mânlio enviasse uma boa parte de suas tropas de volta para o território italiano. A vitória romana estabilizou o suprimento de grãos vindos da Sardenha. De sua parte, a armada cartaginesa abandonou as bases que possuía em torno dos portos italianos mais importantes, o que tornou mais segura a navegação entre eles. A campanha de Aníbal havia devastado os campos italianos e provocado muitos danos à agricultura romana, o que tornava a proteção deste suprimento era crucial naquele momento.
Depois desta batalha, os cartagineses não voltaram a ameaçar o domínio romano na ilha, com exceção das incursões navais realizadas em 210 a.C..
Paralelamente, enquanto a frota siciliana estava ocupada assegurando o controle da Sardenha, Bomílcar, almirante da frota, zarpou de Locros até Brúcio, onde desembarcou com uma força composta de 4 000 cavaleiros númidas e 40 elefantes de guerra. Supondo-se que uma das razões pelas quais fracassou o objetivo de Aníbal tomar a Itália foi a falta de apoio militar e político da capital, a chegada destes reforços poderia ter sido determinante.